# Tài chính doanh nghiệp
Tài chính doanh nghiệp là một phân môn của ngành Tài chính, nghiên cứu về quá trình hình thành và sử dụng các của cải trong doanh nghiệp nhằm mục tiêu tối đa hóa lợi ích chủ sở hữu.
Mục đích tối đa hóa lợi ích chủ sở hữu là cơ sở quan trọng của lý thuyết tài chính doanh nghiệp hiện đại. Tuy vậy một số học giả và nhà lãnh đạo doanh nghiệp không đồng tình với mục tiêu này. Robert Martin  cho rằng doanh nghiệp nên tập trung vào mục tiêu thỏa mãn tối đa khách hàng. Trả lời phỏng vấn trên Financial Times, CEO của Unilever Paul Polman và nguyên CEO của General Electric Jack Welch  đồng tình cho rằng họ "không làm việc vì giá trị chủ sở hữu", "giá trị chủ sở hữu là ý tưởng tồi tệ nhất trên đời". Báo The Economist giải thích rằng "vấn đề không phải ở chỗ giá trị chủ sở hữu, mà là việc sử dụng sự tăng giá ngắn hạn của cổ phiếu làm đại diện cho nó".
Thuật ngữ "Tài chính doanh nghiệp" có thể gây ra lầm tưởng đây là môn học nghiên cứu các vấn đề tài chính của mọi loại hình doanh nghiệp. Thực tế từ gốc tiếng Anh của "tài chính doanh nghiệp" là "Corporate Finance", có nghĩa là tài chính công ty trách nhiệm hữu hạn. Một số dịch giả khuyến nghị rằng nên gọi môn học này là "Tài chính công ty" để tránh gây nhầm lẫn. Mặc dù những nguyên lý cơ bản của tài chính doanh nghiệp có thể áp dụng cho mọi loại hình doanh nghiệp, nhưng nhiều vấn đề chỉ áp dụng được cho doanh nghiệp trách nhiệm hữu hạn.